# Dezember 2006
Portal Geschichte | Portal Biografien | Aktuelle Ereignisse | Jahreskalender | Tagesartikel

◄ |
20. Jahrhundert |
21. Jahrhundert

◄ |
1970er |
1980er |
1990er |
2000er
| 2010er | 2020er | 2030er | ►

◄ |
2002 |
2003 |
2004 |
2005 |
2006
| 2007 | 2008 | 2009 | 2010 | ►

◄ |
September 2006 |
Oktober 2006 |
November 2006 |
Dezember 2006 |
Januar 2007 |
Februar 2007 |
März 2007 |
►
Dieser Artikel behandelt tagesbezogene Nachrichten und Ereignisse im Dezember 2006.

## Tagesgeschehen

### Freitag, 1. Dezember 2006

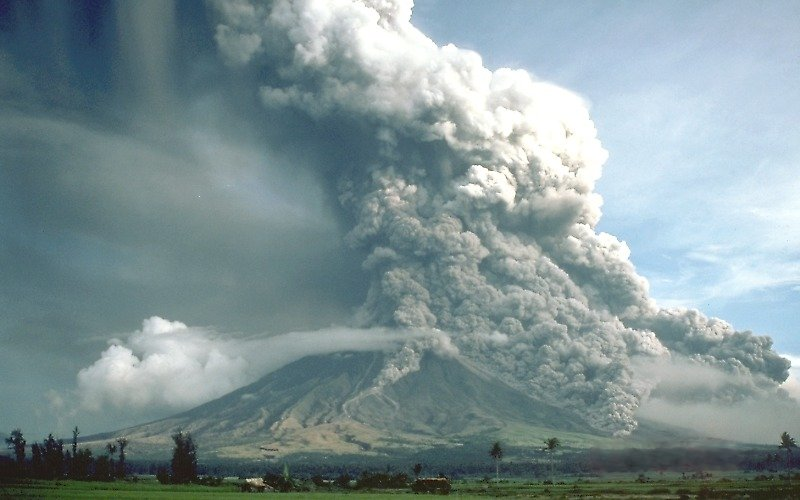
Vulkan Mayon

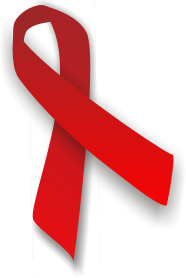
Symbol der Solidarität mit HIV-positiven und AIDS-kranken Menschen

- Berlin/Deutschland: Die Große Koalition vereinbart, zum allgemeinen Gesundheitsschutz ein grundsätzliches Rauchverbot auf den Weg zu bringen. Der Entwurf sieht in allen öffentlichen Gebäuden, Krankenhäusern, öffentlichen Verkehrsmitteln und Restaurants ein Rauchverbot vor. Ausnahmebereiche werden genau definiert: Es soll in Zukunft nur in gesonderten Räumen geraucht werden dürfen, die mit Türen vom Nichtraucher-Bereich abgetrennt sein müssen. In Schulen soll Rauchen ganz verboten werden. Von den geplanten Verboten ausgenommen sind in Anlehnung an das Gaststättenrecht Bars, Nachtclubs, Kneipen und Bierzelte.[1]
- Manila/Philippinen: Am Vulkan Mayon löst der heftige Taifun «Durian» eine riesige Schlammlawine aus. Sie tötet in 8 Dörfern bei Padang (330 km südlich der Hauptstadt) nach Angaben des Roten Kreuzes mindestens 380 Menschen.[2][3]
- Pregny-Chambésy/Schweiz: 25 Jahre nachdem Mediziner an Patienten erstmals ein erworbenes Immunschwächesyndrom erkannten und zehn Jahre nach dem Start des Gemeinsamen Programms der Vereinten Nationen (UN) für HIV/Aids stellen die UN fest, dass bisher jedes Jahr im Schnitt eine Million Menschen an AIDS starben. Die Geschwindigkeit der Ausbreitung des HI-Virus habe in den letzten Jahren abgenommen, es gebe aber keinen Anlass zu einer „Entwarnung“.[4]

### Samstag, 2. Dezember 2006
- Havanna/Kuba: Mit einer großen Militärparade in der Hauptstadt feiert die regierende Kommunistische Partei den Beginn der Revolution vor 50 Jahren. Bei der Zeremonie fehlt der erkrankte Präsident Fidel Castro, der seit Juli nicht mehr in der Öffentlichkeit auftrat. An seiner Stelle leitet sein jüngerer Bruder Raúl Castro die Feierlichkeiten.[5]

### Sonntag, 3. Dezember 2006

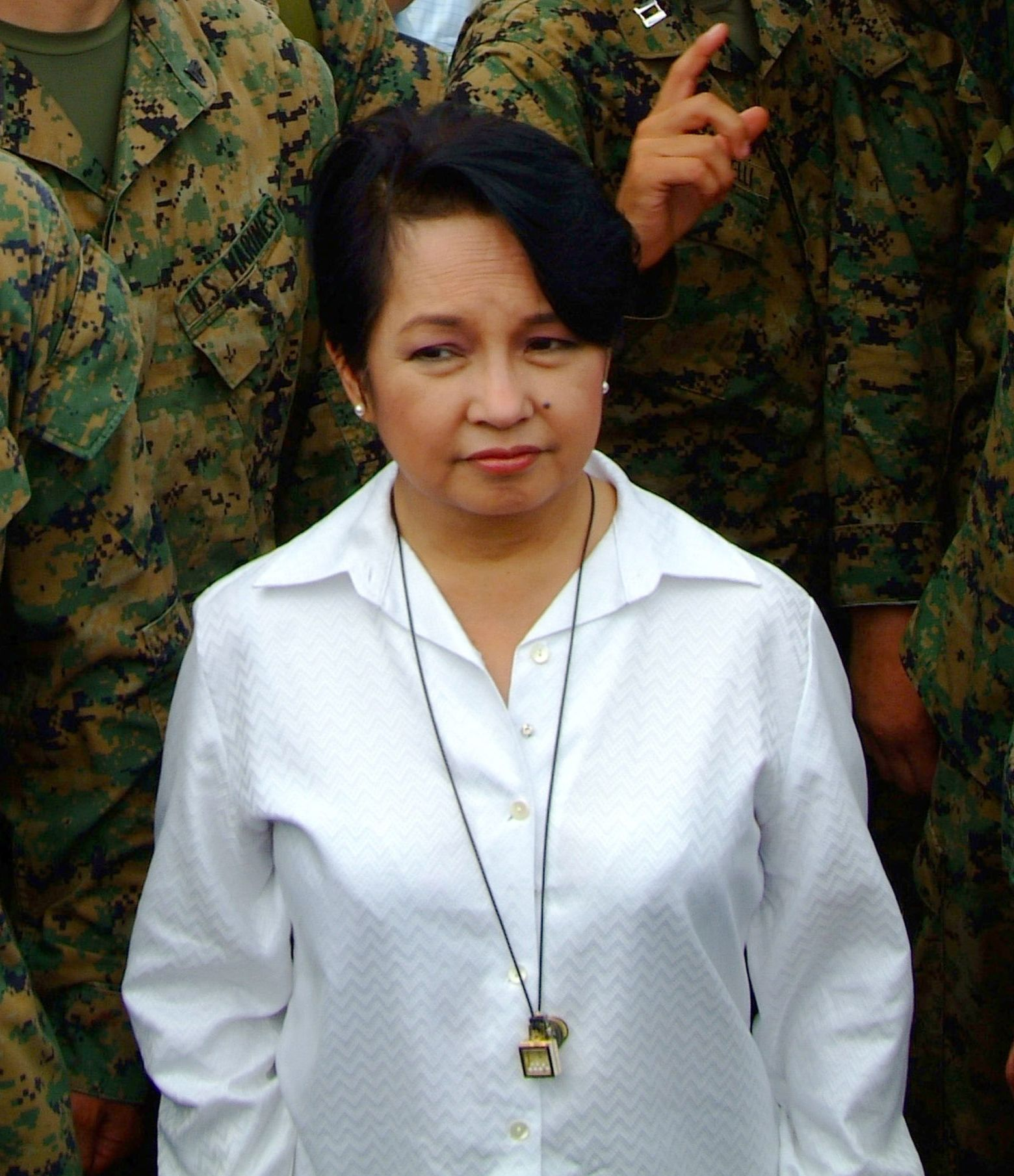
Gloria Macapagal Arroyo

- Caracas/Venezuela: Präsident Hugo Chávez wird bei den Präsidentschaftswahlen mit 63 % Zustimmung in seinem Amt bestätigt.
- Manila/Philippinen: Präsidentin Gloria Arroyo ruft nach den verheerenden Muren vom Freitag den Notstand aus, ersucht um internationale Hilfe und gibt 20 Mill.$ für Sofortmaßnahmen frei. Das Rote Kreuz befürchtet, dass die Zahl der Todesopfer auf über 1000 ansteigt. Nach Berichten von Überlebenden riss die Schlammlawine Baumstämme und Felsblöcke mit sich und kam so schnell, dass man sich kaum mehr in höhere Stockwerke retten konnte. Über 100.000 Häuser wurden völlig zerstört und fast eine Million Menschen obdachlos. Neben der Provinz Albay rund um den Vulkan hat der Taifun, der über 200 km/h hatte, auch in anderen Provinzen gewütet und zieht nun nach Vietnam weiter, wo etwa 50.000 Evakuierungen anlaufen.

### Montag, 4. Dezember 2006

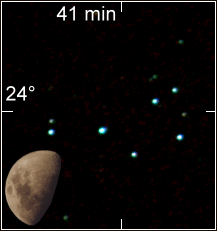
Mond und Plejaden im Größenvergleich

- Belém/Brasilien: Für den Amazonas-Regenwald wird das weltweit größte Urwaldschutzgebiet beschlossen. Simao Jatene, der Gouverneur der Nordprovinz Pará, gibt den Zusammenschluss von 7 Nationalparks bekannt, die 160.000 km² umfassen und auch in die Bundesstaaten Amapa und Amazonas hineinreichen. Damit stünden 42 % des Amazonas unter Schutz. Die Region ist von zahllosen Landkonflikten, illegaler Abholzung und der sklavenähnlichen Ausbeutung von Indios betroffen; laut Imazon (Institut für Umweltforschung im Amazonasgebiet) und soll nun ein Modell für nachhaltige Entwicklung werden.[6]
- London/Vereinigtes Königreich: Zehn Tage nach dem Tod des russischen Ex-Spions Alexander Litwinenko reisen britische Kriminalbeamte nach Russland, um mehrere Zeugen des Giftmordes zu vernehmen. Zu ihnen gehören der frühere Geheimdienstler Andrej Lugowoj und zwei Russen, mit dem sich Litwinenko am 1. November in einer Londoner Hotelbar getroffen hatte. Vertraute Litwinenkos fordern, auch den früheren FSB-Offizier Michail Trepaschkin zu befragen. Er ist wegen Geheimnisverrats inhaftiert und hatte am 1. Dezember von einer speziellen Agentengruppe gesprochen, die Litwinenko und andere Kritiker des Präsidenten Russlands Wladimir Putin töten solle. Auch der am 1. November anwesende, in einer Londoner Klinik liegende Italiener Mario Scaramella kündigt Enthüllungen an. In seinem Urin fand sich ebenfalls das radioaktive Gift Polonium 210.
- Moskau/Russland: In diesem Zusammenhang warnt der russische Außenminister Sergei Lawrow, die Beziehungen zwischen Russland und Großbritannien zu schädigen, falls der Fall weiter „politisiert“ werde. Die „Kampagne“ über eine angebliche Verwicklung russischer Behörden in den Tod des Ex-Spions sei inakzeptabel. In der Montagausgabe der Zeitung „Kommersant“ erhebt der Vater Litwinenkos schwere Vorwürfe gegen die Regierung: „Es gab einen Befehl direkt von oben, meinen Sohn zu töten“.[7]
- Sonnensystem: In den Morgenstunden ereignet sich aus Perspektive der Erde eine der seltenen Plejaden-Bedeckungen durch den Mond.[8]

### Dienstag, 5. Dezember 2006
- Assen/Niederlande: Die niederländische Srebrenica-Schutzeinheit „Dutchbat“ erhält unter Protest der Überlebenden des Massakers von Srebrenica ein Ehrenzeichen von Verteidigungsminister Kamp. Unter Beobachtung der UN-Schutzeinheit wurden 1995 beim Massaker der serbischen Einheiten über 8.000 Personen getötet.[9]
- Moskau/Russland: In Russland ist der Chef der unabhängigen Gasfirma Itera-Samara, Alexander Samoilenko, von Killern erschossen worden.[10]
- Peking/China: China will die DVD vom Markt drängen, um mit der EVD seinen Gewinn maximieren zu können.[11]
- Suva/Fidschi: Nachdem die Polizei ihre Bewaffnung in den letzten Tagen dem Militär aushändigen musste, umstellt dieses die Residenz von Ministerpräsident Laisenia Qarase und übernimmt die Macht im Südpazifik-Staat. Qarase wurde im Mai 2006 zu einer zweiten fünfjährigen Amtszeit gewählt und verweigerte bislang den Rücktritt. Fidschis Militärchef Frank Bainimarama, ein Unterstützer der indischen Minderheit, wirft der Regierung Korruption und das Schüren ethnischer Spannungen vor. Australien entsendet drei Marineschiffe in die Region, um notfalls Urlauber heimzuholen.[12]
- Washington, D.C./Vereinigte Staaten: Bei einem Treffen mit US-Präsident George W. Bush fordert Abdul Asis al-Hakim, Parteichef der größten irakischen Regierungspartei Sciri, ein schärferes Vorgehen der Vereinigten Staaten gegen Aufständische im Irak, um einen Bürgerkrieg zu verhindern. Der Schiiten-Führer bestreitet, die Gewalt gegen Sunniten zu schüren und die Existenz schiitischer Todesschwadronen. Er wird von Bush für seine „starke Position gegen den Mord an Unschuldigen“ gelobt. Politologen werten Hakims Besuch als Signal, dass Bush eine direktere Rolle in der Bekämpfung der Gewalt im Irak übernehmen will. In Kürze werden die Vorschläge einer unabhängigen Irak-Kommission unter dem Ex-Außenminister James Baker zu einem möglichen Strategiewechsel erwartet.

### Mittwoch, 6. Dezember 2006

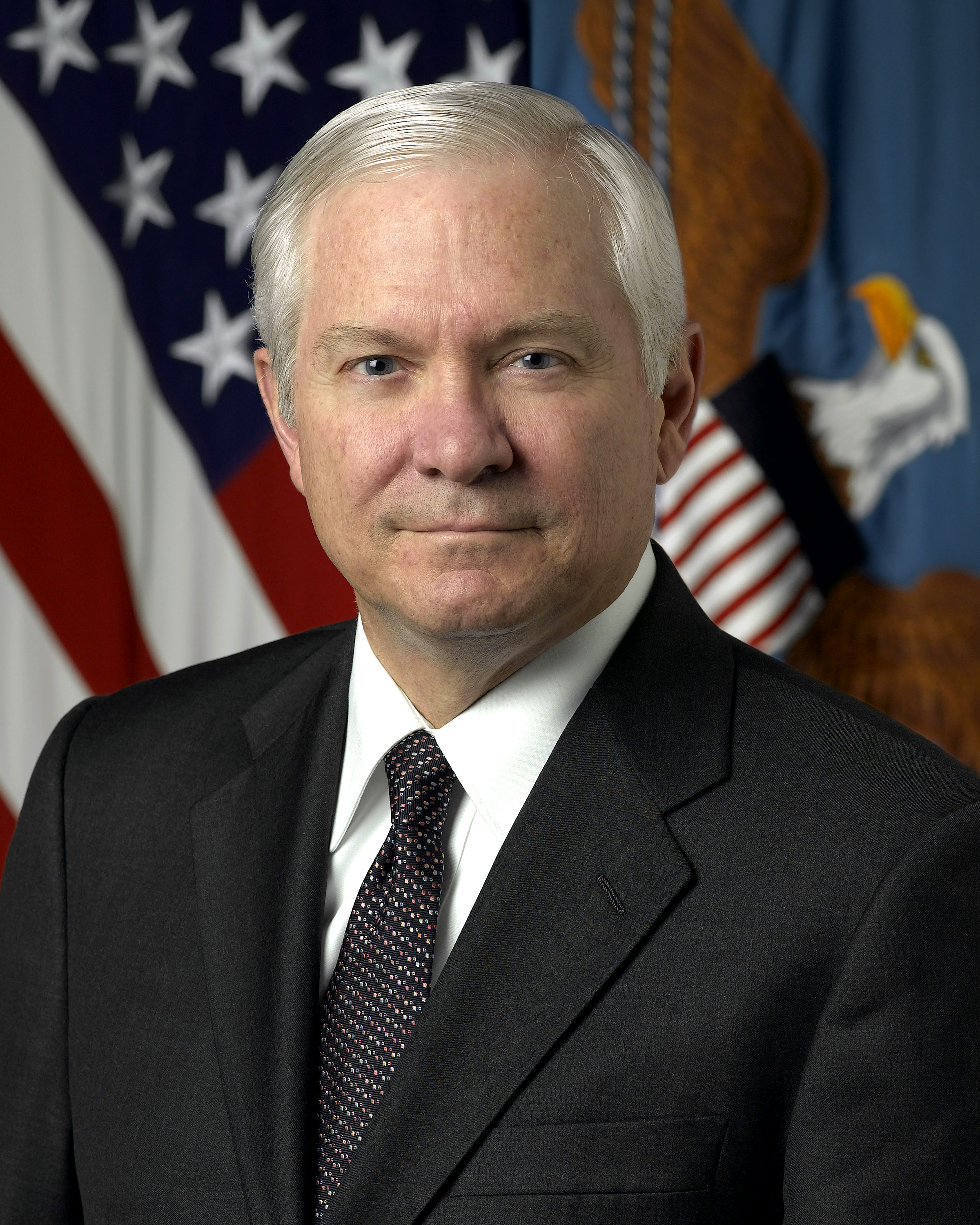
Robert Gates

- Düsseldorf/Deutschland: Die nordrhein-westfälischen Regierungsparteien CDU und FDP einigen sich auf eine Gesetzesvorlage zum Wahlrecht. Es soll künftig bei Landtagswahlen eine Zweitstimme geben. Dies würde „kleineren“ Parteien zu mehr Mandaten verhelfen, denn es zeigt sich bei Bundestagswahlen, dass Wähler, die ihre Erststimme einem Kandidaten einer der großen Parteien geben – CDU oder SPD −, ihre Zweitstimme nur selten der anderen großen Partei zukommen lassen. Häufiger ist eine Splittung zwischen einer großen Partei und einer der kleineren, z. B. zwischen CDU und FDP.[13]
- Suva/Fidschi: Wie seit Tagen angekündigt, übernimmt das Militär die Regierung und der Armeechef Voreqe Bainimarama die Befugnisse des Staatspräsidenten. Er entlässt Ministerpräsident Laisenia Qarase und ernennt den pensionierten Arzt Jona Senilagakali zum Nachfolger. Nach Bildung einer Übergangsregierung zur Einleitung von Parlamentswahlen soll Präsident Ratu Josefa Iloilo in sein Amt zurückkehren. Qarase wird vorgeworfen, die ethnischen Spannungen zwischen der Mehrheit der Ureinwohner Fidschis und der indischen Minderheit durch verfassungswidrige Gesetze zu schüren. International wird der Putsch verurteilt und die Rückkehr zur gewählten Regierung gefordert. Auch könne der Ausnahmezustand die Wirtschaft ernsthaft gefährden, die vor allem auf Zucker-Exporten und Winter-Tourismus beruht.[14][15]
- Washington, D.C./Vereinigte Staaten: Der neue Verteidigungsminister Robert Gates meint, die US-Truppen könnten im Irak gegen die Aufständischen kaum mehr siegen. Die paritätische Irak-Kommission unter James Baker empfiehlt eine grundlegende Neuausrichtung der Irak-Politik. Das US-Militär solle sich statt Kampfeinsätzen auf die Unterstützung der irakischen Sicherheitskräfte konzentrieren. Angeblich schlagen die Experten eine Halbierung der Truppen bis Ende 2007 vor sowie die Einbindung der Nachbarländer Syrien und Iran in politische Gespräche.[16][17]
- Washington, D.C./Vereinigte Staaten: Die NASA plant, bis 2020 eine ständig bemannte Mondstation zu errichten. Sie soll Ausgangspunkt zur weiteren Weltraumforschung, für Rohstoffgewinnung und für den bemannten Marsflug sein. Erste Testflüge sollen 2009 stattfinden. Anfang 2010 wird man mit einer Rückkehr zum Mond innerhalb von 10 Jahren[veraltet] sowie einer Mondstation ab 2025 rechnen.[18][19][20]
- Washington, D.C./Vereinigte Staaten: Gleichzeitig gibt die NASA bekannt, dass auf dem Mars Wasser in flüssiger Form und nicht nur als Eis existiere. Bilder des Global Surveyor zeigen junge Sedimente am Fuß zweier steiler Erdrinnen. Die bisher nachgewiesenen Marskanäle sind demgegenüber viele Jahrmillionen alt und werden auf plötzliche Schmelzwässer zurückgeführt.[21]
- Wien/Österreich: Die Regierungsverhandlungen zwischen SPÖ und ÖVP stocken wegen der Finanzierung mehrerer Vorschläge. Nun soll eine Finanzgruppe mit Christoph Matznetter und Finanzminister Karl-Heinz Grasser alle Vorschläge prüfen und neue Staatsschulden vermeiden. In den letzten Tagen hatte man sich u. a. auf eine bedarfsorientierte Grundsicherung von 725 Euro geeinigt, wie sie Linksparteien und Katholische Soziallehre seit langem fordern, für deren Mehrkosten aber mit den 9 Bundesländern zu verhandeln wäre.[22]
- Wiesbaden/Deutschland: Die Studie „Leben in Europa“ des statistischen Bundesamtes ergibt, dass 13 % der Deutschen von Armut bedroht sind. Ohne Sozialleistungen wäre es fast ein Viertel. Damit liegt die BRD etwa im Mittelfeld der EU, deren aufwendiges Projekt international vergleichbare Daten zur Armutsbekämpfung erstellen soll. Sie beruhen auf 25.000 Befragungen 2004, also noch vor der von Hartz IV-Arbeitsmarktreform. Insbesondere Alleinerzieher sind zu 30 % armutsgefährdet, doch auch bei Elternpaaren mit 1–2 Kindern beträgt sie 7–10 %. Viele kinderreiche Familien liegen nur knapp über der Armutsgrenze.[23]

### Donnerstag, 7. Dezember 2006
- Paris/Frankreich: Der neue Nachrichtenkanal France24 geht auf Sendung. Das von Präsident Chirac unterstützte Projekt soll „Frankreichs Blick auf die Welt“ verbreiten und der Übermacht angelsächsischer Marktführer wie CNN und BBC entgegenwirken. Zunächst nur auf Internet und ab Samstag über Astra-Satelliten und Kabelnetze verbreitet, soll das zweisprachige Programm (englisch und französisch) in 90 Ländern und über 75 Millionen Haushalten empfangbar sein und in 6 Monaten auf Arabisch ergänzt werden.[24]

### Freitag, 8. Dezember 2006
- Hamburg/Deutschland: Der Fall des mit Polonium vergifteten ehemaligen KGB-Agenten Alexander Litwinenko hat nun auch deutschen Boden erreicht. In Hamburg-Ottensen finden Ermittler ebenfalls Spuren des hochgradig radioaktiven Poloniums 210 in dem Mehrfamilienwohnhaus seines Kontaktmannes Dmitri Kowtun. Kowton hatte Litwinenko am 1. November, dem vermuteten Zeitpunkt der Vergiftung, in London getroffen. Der 41-jährige Kowton befindet sich aufgrund seiner eigenen Strahlenkrankheit in einem Moskauer Krankenhaus. Scotland Yard unterstützt die Ermittlungen der deutschen Staatsanwaltschaft.[25]
- Stuttgart/Deutschland: Der weltgrößte Automobilzulieferer Bosch plant für 2007 mit einem Stellenabbau, da aufgrund des Preisdrucks der Automobilhersteller die Gewinnspanne immer mehr verkürzt werde. Die Hersteller verlangen im Moment jährliche Preissenkungen um drei bis vier Prozent statt vorher zwei bis drei Prozent. Neben dem Anstieg der Rohstoffpreise auf dem Weltmarkt sei auch die Krise des Automobilbaus in den USA für die Misere verantwortlich. In Deutschland arbeiten rund 110.000 Menschen für Bosch.[26]

### Samstag, 9. Dezember 2006
- Ankara/Türkei: 2 Tage vor Ablauf des Ultimatums der Europäischen Union, die Türkei müsse ihre Flug- und Seehäfen für (Süd)-Zypern öffnen, bietet Ankara mündlich einen Kompromiss an, der einen Hafen und den Flughafen Ercan betreffen soll. Trotz Urgenz unterbleibt eine schriftliche Äußerung, sodass die teilweise Aussetzung der Beitrittsverhandlungen wirksam bleibt. Auch ein Treffen des nordzyprischen Präsidenten Mehmet Ali Talat mit EU-Erweiterungskommissar Olli Rehn löst die Unklarheiten nicht. Der finnische EU-Ratsvorsitz schlägt vor, beim Außenministertreffen am Montag die Beitrittsverhandlungen in einigen Kapiteln auszusetzen.[27][28]
- Schytomyr/Ukraine: Der österreichische Jesuit Georg Sporschill eröffnet in der Stadt Schytomyr, 120 km westlich der ukrainischen Hauptstadt Kiew, ein Concordia-Haus für 72 verlassene Straßenkinder; der spätere Ausbau auf drei Häuser ist geplant. Die Kinder sollen in sechs Großfamilien betreut werden und eine Ausbildung erhalten. 1991 hatte Sporschill mit drei ehrenamtlichen Mitarbeitern ein erstes Projekt in Bukarest begonnen und wegen des großen Bedarfs bald ausgebaut. Es wurde 2003 auf Moldawien erweitert, wo zehntausende Kinder auf der Straße leben.[29][30]

### Sonntag, 10. Dezember 2006
- Cape Canaveral/Vereinigte Staaten: Die Mission STS-116 bringt mit Christer Fuglesang den ersten Raumfahrer aus Schweden ins Weltall.[31]
- Oslo/Norwegen, Stockholm/Schweden: In den Hauptstädten Norwegens und Schwedens werden die Nobelpreise für das Jahr 2006 überreicht. In Stockholm nimmt Roger D. Kornberg den Nobelpreis für Chemie entgegen, Craig C. Mello und Andrew Z. Fire den für Medizin, John C. Mather und George F. Smoot den Physiknobelpreis, Edmund S. Phelps den Ökonomiepreis und Orhan Pamuk den Nobelpreis für Literatur. In Norwegens Hauptstadt wird Mohammed Junus der Friedensnobelpreis übergeben.

### Montag, 11. Dezember 2006
- Brüssel/Belgien: Die Beitrittsverhandlungen der Türkei zur Europäischen Union werden nach dem Beschluss der EU-Außenminister in acht von 35 Bereichen „auf Eis gelegt“. Nach zehnstündigen Verhandlungen finden die 25 Minister einen Kompromiss, der das vorherige Ultimatum zur Öffnung aller türkischen Häfen und Flugplätze für Zypern ablöst. Die Verhandlungen in diesen Teil-Bereichen sollen erst dann fortgesetzt werden, wenn sich die Türkei nicht mehr weigert, ihre Häfen und Flughäfen für das EU-Mitgliedsland Zypern zu öffnen, und damit das Ankara-Protokoll über die Zollunion umsetzt. Damit setzt sich allerdings auch der deutsche Außenminister Frank-Walter Steinmeier gegenüber dem härteren Kurs der Bundeskanzlerin Angela Merkel durch, die eine ständige Revision mit festen Fristen gefordert hatte. Zypern sichert seinerseits im Gegenzug zu, den direkten Handel zwischen dem türkischen Nordzypern und der EU nicht länger zu blockieren.[32]

### Mittwoch, 13. Dezember 2006
- Palästinensische Autonomiegebiete: Der Machtkampf zwischen Hamas und Fatah im Gaza-Streifen verschärft sich nach einem intermediären Waffenstillstand wieder. Fast täglich kommen Politiker oder Angehörige ums Leben, zuletzt ein Richter.
- Vereinigte Staaten: Präsident George W. Bush, der seit der Studie der Baker-Kommission über die Irakpolitik unter diesbezüglichem Handlungsdruck steht, lässt verlauten, dass die weitere Vorgangsweise erst im Januar 2007 bekannt gegeben würde. Dies deutet auf Differenzen innerhalb der US-Regierung und möglicherweise mit dem neuen Verteidigungsminister Robert Gates hin. Militärstrategen warnten Bush eindringlich vor der von Bakers Irak-Kommission empfohlenen substantiellen Rückholung von Soldaten bis Anfang 2008.
- Wien/Österreich: Die seit 2 Monaten laufenden Regierungsverhandlungen zwischen SPÖ und ÖVP, die seit 1. Oktober im Parlament fast gleich stark sind, werden bis 11. Januar 2007 terminisiert. Falls sich bis dahin die 50:50-Chancen auf eine Große Koalition zerschlagen, wird es ein SP-Minderheitskabinett oder Neuwahlen geben.

### Donnerstag, 14. Dezember 2006
- Orbit: Der Austausch von drei Sonnensegeln an der Internationalen Raumstation misslingt, weil sich die verbauten Sonnenkollektoren nicht weit genug zusammenfalten lassen.[33]
- Rafah/Palästinensische Autonomiegebiete: Radikale Anhänger der islamistischen Palästinenser-Organisation Hamas stürmen den Grenzübergang zwischen dem Gazastreifen und Ägypten und bringen ihn unter ihre Kontrolle. Er war bis zu einer israelischen Militäroperation vor einigen Wochen der Hauptumschlagplatz für illegale Waffentransporte der Hamas.[34]

### Freitag, 15. Dezember 2006

Logo der Bawag P.S.K.

- New York/Vereinigte Staaten: Der gewählte Generalsekretär der Vereinten Nationen Ban Ki-moon legt seinen Amtseid ab. Zum Jahreswechsel wird der 62-jährige ehemalige Außenminister Südkoreas die Nachfolge des Kenianers Kofi Annan an der Spitze der supranationalen Organisation antreten.[35]
- Teheran/Iran: Die neuen Mitglieder des 84-köpfigen „Expertenrates“ werden gewählt. Für die Abgeordneten ist die Wahl allerdings nicht frei – die Kandidaten wurden vom ultra-konservativen Wächterrat ausgewählt. Dennoch gilt sie als erster Test über die Beliebtheit von Staatspräsident Mahmud Ahmadineschad; gegen diesen wurde gestern in der Hauptstadt Teheran erstmals von Studenten demonstriert.
- Thimphu/Bhutan: Überraschend dankt König Wangchuck zu Gunsten seines ältesten Sohnes ab. Der Thronfolger ist 26 Jahre alt. Wann genau er den Thron besteigen soll, wurde nicht mitgeteilt.[36]
- Vereinigte Staaten: Der scheidende US-Botschafter bei der UNO Bolten fordert die Weltorganisation auf, den persischen Präsidenten Mahmud Ahmadineschad wegen Anstiftung zum Völkermord zu verurteilen. Der vor zwei Jahren gewählte islamistische Politiker spricht immer wieder davon, Israel „von der Landkarte zu tilgen“. Seit kurzem leugnet er sogar den Holocaust an den Juden.
- Wien/Österreich: Der Österreichische Gewerkschaftsbund (ÖGB) entscheidet sich für die US-Finanzgruppe Cerberus als neuen Mehrheitseigner an der ÖGB-eigenen Bank BAWAG P.S.K., die 2005 durch Karibik-Geschäfte in Schwierigkeiten geriet. Cerberus war während der „Heuschreckendebatte“ im vergangenen Jahr heftiger Kritik ausgesetzt und wird die Mehrheit an der BAWAG für einen Kaufpreis in Höhe von 3,2 Milliarden Euro erwerben, von denen 2,6 Milliarden an den Gewerkschaftsbund und 600 Millionen an die in Schieflage geratene Bank selbst überwiesen werden sollen. Der neue Mehrheitseigner deutet an, aus dem Unternehmen seine künftige Europazentrale zu formen.[37][38]
- Wiesbaden/Deutschland: „Fanmeile“ als Referenz an das Lebensgefühl während der diesjährigen Fußball-WM lautet für die Gesellschaft für deutsche Sprache das Wort des Jahres in Deutschland.[39]

### Samstag, 16. Dezember 2006
- New York/Vereinigte Staaten: Die Zeitschrift Time bestimmt „Du“ zur Person des Jahres 2006. Damit sind Akteure auf World-Wide-Web-Angeboten mit benutzererstellten Inhalten gemeint, z. B. Facebook, Wikipedia und YouTube. Zur Auswahl standen angeblich auch Chinas sogenannter „Überragender Führer“ Hu Jintao und die erklärten Gegner der Vereinigten Staaten Hugo Chávez aus Venezuela, Mahmud Ahmadineschad aus Iran, Kim Jong-il aus Nordkorea und Hassan Nasrallah von der terroristischen Vereinigung Hisbollah.[40]
- Palästinensische Autonomiegebiete: Der Präsident der Autonomiegebiete Mahmud Abbas macht die regierende Hamas für die Eskalation der aktuellen Krise verantwortlich und strebt Neuwahlen an. In der politischen Stimmungslage befindet sich seine Partei Fatah momentan im Aufwind gegenüber der Hamas.[41]

### Montag, 18. Dezember 2006

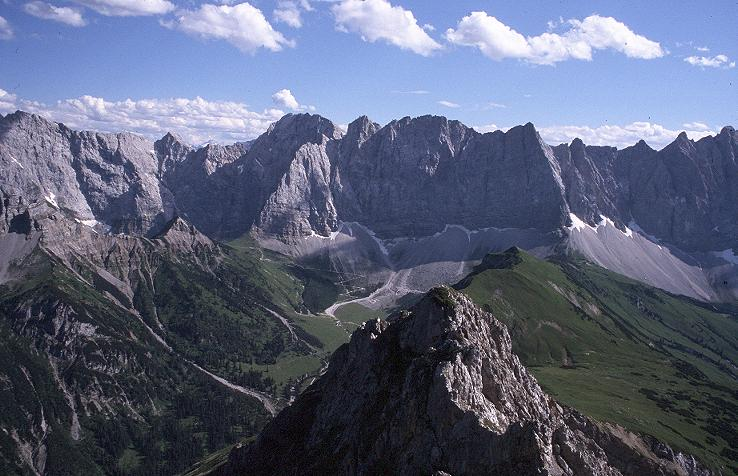
Karwendelhauptkette

- Alpen: Das Wegener-Forschungsinstitut in Graz hat erstmals das Wetter der Ostalpen über sechs Jahrzehnte (beginnend mit den 1980er Jahren) im 10-km-Raster simuliert. Bis 2040 sei laut Andreas Gobiet ein Temperaturanstieg bis zu 2,5° zu erwarten, womit eine ZAMG-Studie bestätigt wird – „mehr als das Doppelte, was wir im globalen Durchschnitt erwarten. Bis jetzt beträgt die Erwärmung seit der vorindustriellen Zeit etwa 0,7°, im Alpenraum 1,5 – 1,6 Grad“. Zwischen Alpen und Mittelmeerraum werde im Sommer und Herbst die Trockenheit zunehmen, im Norden die Niederschläge (−30 % bzw. + 20 %). Durchschnittlich gehe es um 1 Regentag weniger/Mehr pro Monat, doch seien Extremereignisse noch kaum untersucht.[42]
- Iran: Die Kommunalwahlen bringen der radikalen Partei des seit 2005 amtierenden Präsidenten Mahmud Ahmadineschad herbe Verluste. Teilergebnissen zufolge errangen die gemäßigten Konservativen in den meisten Stadt- und Gemeinderäten die Mehrheit. Auch die Reformer um den früheren Staatspräsidenten Akbar Hāschemi Rafsandschāni, der seinen ultrakonservativen Gegenkandidaten zum Expertenrat Ajatollah Yasdi weit überflügelte, legen zu. Im Stadtrat von Teheran erhält der gemäßigte Bürgermeister Mohammed Bagher Kalibaf voraussichtlich 7 der 15 Sitze, die Reformer 4, Ahmadineschads Anhänger nur 3. Auch in der zweitgrößten Stadt Isfahan lief es ähnlich, im südpersischen Bandar Abbas kam keiner der Radikalen in das Stadtparlament. Beobachter werten den Wahlausgang als Zeichen für einen Wandel innerhalb der politischen Führungsschicht. Es bilde sich «eine neue Koalition zwischen Reformern und gemäßigten Konservativen auf Kosten der extremen Hardliner, die Ahmadineschad unterstützen», sagt der Politologe Mostafa Mirsaeian. Der Präsident werde innerhalb der Konservativen kritisiert, weil er zu sehr die Konfrontation zum Westen suche und die sozio-ökonomischen Verhältnisse in Iran vernachlässige.[43]
- Yokohama/Japan: Der brasilianische Verein SC Internacional aus Porto Alegre gewinnt nach einem 1:0-Finalsieg gegen den FC Barcelona die Klub-Weltmeisterschaft im Fußball.[44]

### Dienstag, 19. Dezember 2006
- Ipswich/Vereinigtes Königreich: Die britische Polizei verhaftet einen vermutlichen Serienmörder in seiner Wohnung in Felixstowe südöstlich von Ipswich, der fünf Prostituierte ermordet haben soll. Der 37-jährige Angestellte eines Supermarktes hatte sich zunehmend verdächtig gemacht, indem er der Zeitung Sunday Mirror in einem Interview gegenüber geäußert hatte, alle ermordeten Frauen gekannt und für die Tatzeit über kein ausreichendes Alibi zu haben. Die Leichen waren innerhalb von elf Tagen in der Umgebung von Ipswich gefunden worden und hatten Erinnerungen an Jack the Ripper in der britischen Öffentlichkeit geweckt. Dennoch wird ein weiterer Tatverdächtiger, ein 49-Jähriger, verhaftet, da man aufgrund des exhibitionistischen Charakters der Interviews des ersten Tatverdächtigen diesen als einen Trittbrettfahrer oder einen Komplizen ansehen kann.[45][46]

### Mittwoch, 20. Dezember 2006
- Berlin/Deutschland: Die Krankenkassen erhöhen mit Hinblick auf die Umsatzsteuererhöhung 2007 reihenweise ihre Beiträge, obwohl die wirtschaftliche Lage der Kassen etwas anderes aussagt. Einige Kassen begründen die Erhöhung mit dem gesunkenen Bundeszuschuss.[47]
- Düsseldorf/Deutschland: Der nordrhein-westfälische Verfassungsschutz kann seine Kompetenzen durch den Beschluss des Landtags mit den Stimmen der Regierungsfraktionen von CDU und FDP entscheidend ausweiten. Bei dringendem Tatverdacht darf er nun auch Einsicht in den E-Mail-Verkehr und die Festplatten verdächtiger Personen nehmen. Die Option des großen Lauschangriffs wird weiterhin offengelassen.[48]
- Europa: Das Österreichische Institut für Wirtschaftsforschung veröffentlicht seinen Bericht zur wirtschaftlichen Lage. Nach der starken konjunkturellen Phase 2006 rechnet es für 2007 mit einer weiteren Erholung der Wirtschaft in Europa. Dies werde in den deutschsprachigen Ländern erneut zum Absinken der Arbeitslosenquoten führen. Im Jahr 2008 sei dann mit länderübergreifender Verlangsamung des Wirtschaftswachstums zu rechnen.[49]
- Libyen: Im sogenannten HIV-Prozess werden fünf bulgarische Krankenschwestern und ein palästinensischer Arzt von einem libyschen Gericht wegen angeblich vorsätzlicher HIV-Infektion von 426 Kindern zum Tode verurteilt. Westliche Experten führten die AIDS-Erkrankungen in dem Kinderkrankenhaus von Bengasi hingegen auf katastrophale Hygienezustände zurück, die dort schon zuvor geherrscht hätten.[50]
- Salzburg/Österreich: Der Softdrinkhersteller Red Bull von Dietrich Mateschitz übernimmt zu 95 Prozent den regionalen Privatsender Salzburg TV, der eine technische Reichweite von rund 760.000 Zuschauern hat.[51]
- Washington, D.C./Vereinigte Staaten: US-Präsident George W. Bush räumt zum ersten Mal ein, dass man reell betrachtet den Krieg im Irak nicht gewinnen könne. Gegenüber der Washington Post sagte er: „Wir gewinnen nicht, wir verlieren nicht“. Somit passt sich Bush offenbar der Sprachregelung seines neuen Verteidigungsministers Robert Gates an, der bereits bei einer Senatsanhörung Anfang Dezember ähnlich geantwortet hatte.[52]

### Donnerstag, 21. Dezember 2006

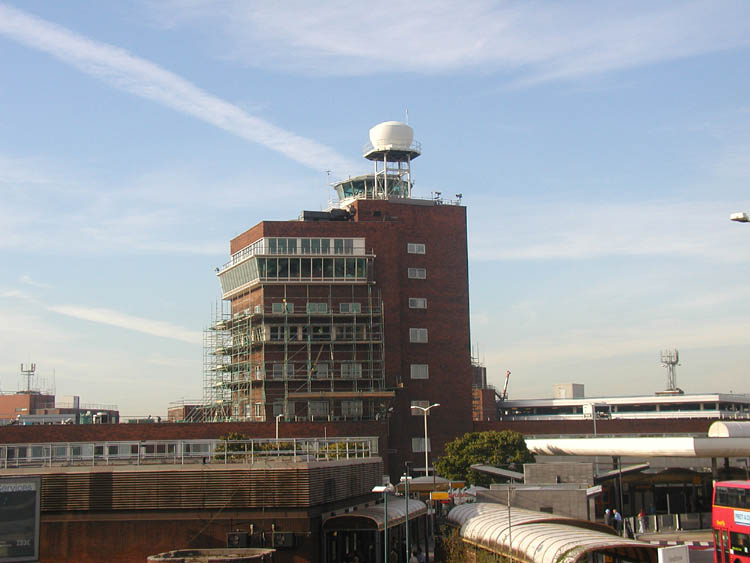
Heathrow Airport Tower

- London/Vereinigtes Königreich: Anhaltender Nebel blockiert stundenlang den Betrieb des Flughafens Heathrows. Mehr als 300 innereuropäische Flüge müssen abgesagt werden, hunderte von Menschen müssen die Nacht auf dem Flughafen verbringen, alle Hotels der Umgebung sind ausgebucht. Allein British Airways sagte 170 Flüge ab. Die Behinderung des Flugverkehrs reicht bis in die europäischen Nachbarstaaten, da auch die benachbarten britischen Flughäfen Gatwick, Norwich, Southampton und Coventry vom Nebelchaos betroffen sind. Im Regelfall fertigt Heathrow jeden Tag 200.000 Flugpassagiere ab.[53][54]
- Paris/Frankreich: Der französische Premierminister Dominique de Villepin sagt in der Clearstream-Affäre als Zeuge aus. Im Gegensatz zum Anfang der Untersuchungen gibt es nun keine Verdachtsmomente mehr gegen ihn. In der Affäre geht es um eine Liste mit angeblichen geheimen Schwarzgeldkonten, die an die Öffentlichkeit gelangte und sich erst später als Fälschung entpuppte. Auf dieser Liste fanden sich bekannte Namen, vor allem der von Innenminister Nicolas Sarkozy, dem politischen Rivalen von Villepin. Die illegalen Konten sollten bei der Luxemburger Clearstream-Bank verwaltet worden sein.[55]

### Samstag, 23. Dezember 2006
- Deutschland: Die EU solle nach dem Beschluss des Sicherheitsrats, gegen den Iran die lang diskutierten UNO-Sanktionen zu verhängen, erneut das Gespräch mit Teheran suchen. Dies fordert Grünen-Fraktionsvize Jürgen Trittin. Auch der Dialog mit gemäßigten Vertretern im Iran müsse forciert werden. In der Vorwoche hatten die gemäßigten Politiker unter Expräsident Akbar Hāschemi Rafsandschāni einen beachtlichen Wahlsieg über die radikalen Islamisten von Staatspräsident Mahmud Ahmadineschad errungen.[56]

### Montag, 25. Dezember 2006
- Somalia: Die monatelangen Kämpfe zwischen den moslemisch-fundamentalistischen Rebellen und der Übergangsregierung, die international vor allem von den USA unterstützt wird, nehmen wieder zu. Um Grenzkonflikten vorzubeugen, greift Äthiopien mit seiner Armee ein. Nach der Kriegserklärung wird der Flughafen der Hauptstadt Mogadischu beschossen.[57]

### Dienstag, 26. Dezember 2006
- Aceh/Indonesien: Im 2004 am stärksten getroffenen Norden von Sumatra werden nach heftigen Regenfällen etwa 500 Dörfer überschwemmt. Über 80 Menschen sterben, 200.000 flüchten in Notunterkünfte. Auf der indonesischen Urlaubsinsel Bali wird das Gedenken mit einer Tsunami-Übung kombiniert, bei der sich 15.000 Menschen von den Stränden aus in Sicherheit bringen.[58]
- Brüssel/Belgien, Moskau/Russland: In Westeuropa wächst die Sorge über die Energieversorgung und den Streit um das Erdgas zwischen Russland und Belarus, der auch die Gas-Fernleitungen betrifft. Der Gazprom-Konzern will Belarus den Gashahn abstellen, falls es bis 1. Januar nicht einem Vertrag mit höheren Preisen zustimmt. Am 4. Januar soll die Gaskoordinationsgruppe in Brüssel über mögliche Konsequenzen beraten. Der Gruppe gehören Energiekonzerne und Verbraucherverbände der EU an; sie wurde letzten Winter bei einem ähnlichen Gasstreit Russland-Ukraine gegründet. Die Ukraine bietet an, mit Transit-Lieferungen über ihr Territorium auszuhelfen.[59]
- Indien, Indonesien, Sri Lanka, Thailand: Millionen Menschen gedenken der Tsunami-Katastrophe vom 26. Dezember 2004, die an den Küsten Süd- und Südostasiens circa 230.000 Todesopfer forderte, mit Gedenkfeiern, Schweigeminuten und dem Besuch von Massengräbern. Der Wiederaufbau verläuft nicht überall zufriedenstellend, doch in einigen Ferienregionen boomt der Tourismus wieder, z. B. am Patong-Strand und den Tauchzentren von Phuket.
- Philippinen, Taiwan: Genau zwei Jahre nach dem verheerenden Tsunami im Indischen Ozean ereignen sich in Südostasien im Abstand von acht Minuten zwei weitere starke Seebeben. Die Epizentren liegen rund 200 km südlich der Insel Taiwan, die Tiefe beträgt jeweils 10 km. Das erste Beben erreicht eine Stärke von 7,1 Mw, das zweite 6,9 Mw.[60][61] Japans Amt für Meteorologie empfiehlt für Süd-Taiwan und die Philippinen eine Tsunami-Warnung, die philippinischen Behörden verzichteten jedoch darauf, weil die befürchteten bis 1 m hohen Wellen nicht auftreten.[62]
- Thailand: In der Provinz Phang Nga wird eine Gedenkstätte für anonyme Opfer der Flutwellen eingeweiht. Im ehemaligen Fischerdorf Bang Muang bei Ban Nam Khem werden ein Waisenhaus und eine Schule für Kinder eröffnet, deren Eltern damals ums Leben kamen. Es wurde vom Schweizer Hotelier Lothar Schudt und seinen Freunden gebaut, der seit 12 Jahren auf Phuket lebt. Rotjana Phraesrithong, die Leiterin: „Früher brauchten wir keine Waisenhäuser, Kinder ohne Eltern wurden wie selbstverständlich von der Familie aufgenommen. Doch so viele sind einfach nicht mehr da.“ Das völlig zerstörte Ban Nam Khem, wo ein Drittel der 4.000 Einwohner umkam, ist inzwischen großteils wieder aufgebaut.[63]

### Donnerstag, 28. Dezember 2006
- Brüssel/Belgien, Kiew/Ukraine: Der „Gasstreit“ zwischen dem russischen Energiekonzern Gazprom und Belarus löst in Europa zunehmende Sorge vor Unsicherheiten bei der Brennstoff-Versorgung aus. EU-Energiekommissar Andris Piebalgs appelliert an die Konfliktparteien, zu einer schnellen Lösung zu gelangen, um die Gaslieferungen nach Europa nicht zu gefährden, wofür sich auch der deutsche Wirtschaftsminister Michael Glos einsetzt. Der ukrainische Energieminister Jurij Bojko bietet bei eventuellen Engpässen Lieferungen im Transitwege an.[64]
- Duschanbe/Tadschikistan, Minsk/Belarus: Belarus soll für russisches Erdgas künftig mehr als den doppelten Preis bezahlen und überdies 50 % der Anteile am Pipeline-Verteilsystem an den Gazprom-Konzern abtreten. Indessen stimmt Tadschikistans Energiefirma Tajikgaz den ebenfalls verdoppelten Preisen für Erdgas aus Usbekistan zu; 2007 sind Lieferungen von 700 Mill. Kubikmeter Gas für 70 Mill. Dollar vorgesehen. Das zentralasiatische Usbekistan ist nach Russland und Turkmenistan der drittgrößte Erdgaslieferant der früheren Sowjetunion.
- Kiew/Ukraine: Die neue Regierung unter dem prorussischen Ministerpräsidenten Wiktor Janukowytsch weicht einem neuerlichen Erdgas-Streit aus und einigte sich diesmal schon früh mit Gazprom über die Basispreise für 2007: 130 Dollar (rund 100 Euro) für 1.000 m³ Gas sind zwar 40 % mehr als 2006, aber nur die Hälfte des Gaspreises, den Russland von anderen ehemaligen Sowjetrepubliken verlangt.
- New York, Washington, D.C./Vereinigte Staaten: Trotz des hohen Ölpreises, der sich in zehn Jahren auf das heurige Rekordhoch von 78 Dollar pro Fass an der New Yorker Warenterminbörse versiebenfachte, befindet sich die Wirtschaft weltweit in einer Konjunktur. Dämpfend wirkt sich das seit Jahresmitte abgeschwächte Wachstum in den Vereinigten Staaten aus. Hier floss seit dem Platzen der Dotcom-Blase am Aktienmarkt verstärkt Kapital in den Immobilienmarkt, für einige Analysten eine gefährliche Entwicklung. Die stark negative US-Leistungsbilanz mit einem Defizit von 6,6 % kann sich zu einer weiteren Gefahr für die amerikanische und die weltweite Konjunktur entwickeln.[65]

### Freitag, 29. Dezember 2006
- Bagdad/Irak: Im Irak verdichten sich Gerüchte, wonach das Todesurteil am früheren Diktator Saddam Hussein demnächst vollstreckt werden soll. Das Berufungsgericht hat am Dienstag das im November gefällte Urteil formal und inhaltlich bestätigt.
- Jemen: Somalische Bootsflüchtlinge werden von der Küstenwache des südarabischen Staates zum Abdrehen gezwungen. Einige stark überladene Boote werden sogar beschossen oder kentern bei den erzwungenen Manövern, etwa 200 Somalis kommen ums Leben.
- Minsk/Belarus, Moskau/Russland: Im Zuge des an Heftigkeit zunehmenden Gasstreits zwischen Belarus und dem russischen Energiekonzern Gazprom erhöht Russland seine Preisforderung auf 200 Dollar pro 1000 m³ Erdgas und droht, ab 2. Januar Gaslieferungen einzustellen. Die belarussische Regierung lässt verlauten, sie würde bei einem solchen Lieferstopp den Gastransit nach Westeuropa unterbrechen.
- Österreich, Schweiz: Das Rote Kreuz meldet, dass in den Alpenländern zurzeit zahlreiche Skiunfälle schwerer ausfallen als in den Vorjahren. Schuld sei u. a. der Schneemangel in den Sturzräumen seitlich der Skipisten, außerdem sei der vielfach aufgebrachte Kunstschnee härter als seine natürliche Form.
- Somalia: Im Kampf zwischen der Übergangsregierung und den Rebellentruppen der Islamisten greift die Armee Äthiopiens ein und erobert nach einigen Bombardierungen die somalische Hauptstadt Mogadischu. Die Rebellen – zu denen laut westlichen Berichten auch Kämpfer der Al-Qaida und anderer Terrorgruppen gehören – ziehen sich in den Süden zurück, während die international v. a. von den USA gestützte Übergangsregierung ihren Sitz wieder in die Hauptstadt verlegt. Sie kontrolliert formal wieder über die Hälfte der Landesfläche, während die nordöstlich gelegenen sezessionistischen Gebiete in den Händen der Ogaden und der anderen Bürgerkriegsparteien bleiben. In Mogadischu versuchen allerdings einige Clanchefs, sich wieder ihre früheren Machtbereiche zu sichern.
- Vereinigte Staaten: Präsident George W. Bush soll von der baldigen Hinrichtung Saddams informiert sein. Er widerspricht der Erwartung, dass dadurch die Bombenanschläge im Irak bald zurückgehen, sieht sie aber als ersten Schritt zur demokratischen Normalisierung. Die wegen des irakischen Bürgerkriegs künftig geänderte US-Strategie wird er jedoch erst im Januar 2007 der Öffentlichkeit darlegen.
- Vereinigtes Königreich: In verschiedenen Landesteilen werden vier mutmaßliche Kriegsverbrecher aus den Zeiten des Bürgerkriegs in Ruanda (1994) festgenommen, deren Auslieferung Ruanda beantragt hatte. Weitere Festnahmen dürften bevorstehen.[66]
- Washington, D.C./Vereinigte Staaten: Der am 27. Dezember verstorbene frühere US-Präsident Gerald Ford wird im Kapitol aufgebahrt. Die Regierung erklärt den 2. Januar zum nationalen Trauertag.[67]

### Samstag, 30. Dezember 2006
- Bagdad/Irak: Saddam Hussein wird in Bagdad kurz nach 4 Uhr MEZ exekutiert. In einem Prozess um das Massaker von Dudschail war der irakische Ex-Diktator am 5. November 2006 zum Tode durch den Strang verurteilt worden. US-Präsident George W. Bush feiert die Nachricht von der Hinrichtung als Meilenstein der Demokratie im Irak, während die Staaten der EU fast ausnahmslos die Vollstreckung als ebenso barbarische Menschenrechtsverletzung beurteilen wie die von Saddam zu verantwortenden Massaker.[68][69]
- Madrid/Spanien: In einem mehrstöckigen Parkhaus des Flughafens von Madrid bringt die spanische Polizei nach Hinweisen der ETA eine größere Autobombe zur Explosion. 25 Menschen werden verletzt, zwei Menschen werden vermisst. Die ETA beendet damit die vereinbarte Waffenruhe.

### Sonntag, 31. Dezember 2006

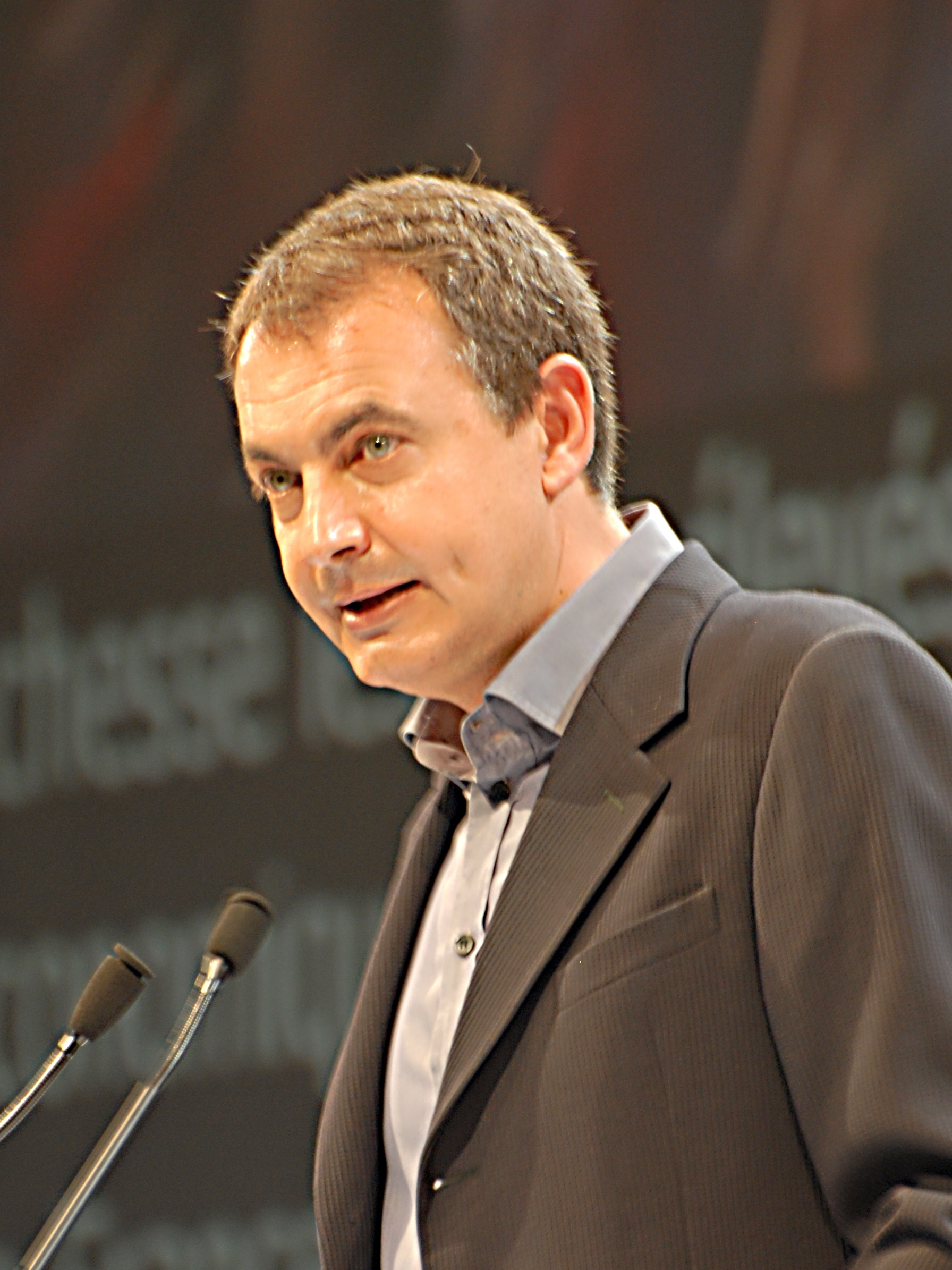
José Luis Rodríguez Zapatero

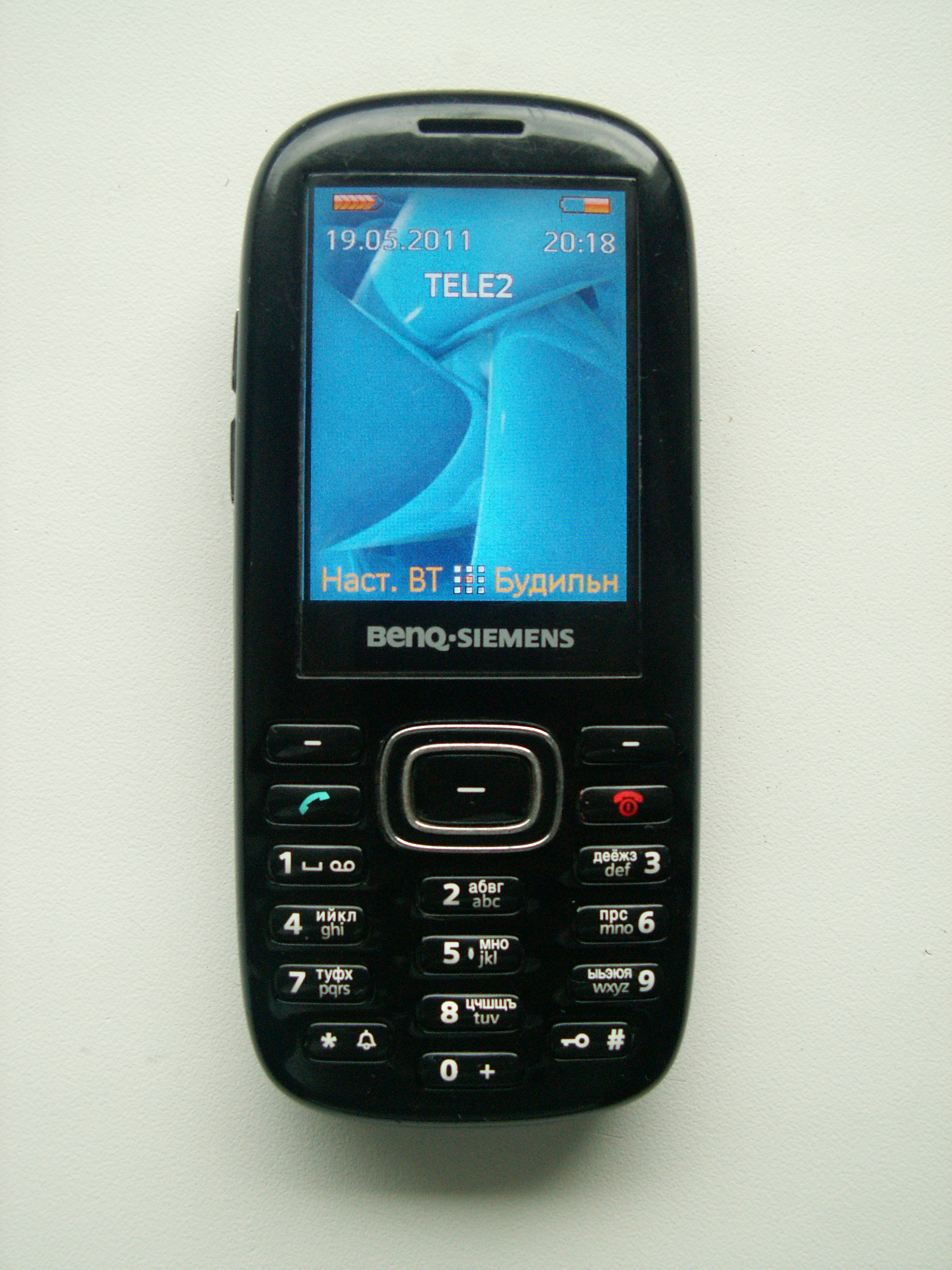
Mobiltelefon BenQ-Siemens E71

- Bukarest/Rumänien, Sofia/Bulgarien: In Bulgarien und Rumänien stehen die öffentlich ausgerichteten Feierlichkeiten zum Jahreswechsel unter dem Zeichen des Beitritts beider Staaten zur Europäischen Union, die sich am 1. Januar 2007 auf 27 Mitgliedstaaten vergrößern wird.[70][71]
- Madrid/Spanien: In Spanien demonstrieren Tausende gegen die ETA und die Politik der Regierung von José Luis Rodríguez Zapatero nach dem Bombenanschlag vom Vortag. Bei den zwei vermissten Männern handelt es sich um zwei Ecuadorianer, die in ihren Wagen geschlafen hatten und somit von der Detonation überrascht wurden. Die Regierung bricht die Gespräche mit der ETA ab.[72]
- München/Deutschland: Der Hersteller von Mobiltelefonen BenQ Mobile Deutschland, die ehemalige „Handy“-Sparte der Siemens AG, findet bis zum Ablauf der Einigungsfrist 24.00 Uhr keinen Investor und wird im Januar 2007 beim Amtsgericht Insolvenz beantragen. Nachdem in den vergangenen Monaten bereits 2.000 Mitarbeiter ihren Arbeitsplatz verloren, stehen nun weitere 1.000 Angestellte in der Zentrale in München und an den Standorten Bocholt und Kamp-Lintfort vor der Entlassung.[73]
- Paris/Frankreich: Nach einer Bilanz der Hilfsorganisation Reporter ohne Grenzen ist das Jahr 2006 insgesamt eines der gefährlichsten Jahre für Journalisten seit Beginn ihrer Erhebung: In 21 Ländern wurden 81 Medienvertreter in Ausübung ihres Berufes getötet. Außerdem wurden 56 Reporter Opfer von Entführungen, in erster Linie im Irak und im Gazastreifen. Darüber hinaus kamen 32 Mitarbeiter von Medienvertretern (Fahrer, Übersetzer und Techniker) bei ihrer unterstützenden Arbeit ums Leben. Dabei war der Irak erwartungsgemäß zum vierten Mal hintereinander das gefährlichste Land für Journalisten mit 64 Opfern, gefolgt von Mexiko mit neun und den Philippinen mit sechs Toten.[74]
- Sankt Pölten/Österreich: Innenministerin Liese Prokop stirbt überraschend an den Folgen eines Risses der Aorta während des Transports von ihrem Heimatort Annaberg zum Krankenhaus Lilienfeld. Als die Politikerin das Bewusstsein verliert, die notärztlichen Sofortmaßnahmen keine Wirkung zeigen, wird der Transport nach St. Pölten umgeleitet, wo nur noch ihr Tod festgestellt werden kann. Der Tod Prokops löste in Österreich allgemeine Betroffenheit aus. Die Politiker aller Parteien würdigen die Verstorbene als „sozial, warmherzig und menschlich“.[75]
- Udscha/Irak: Der einen Tag zuvor gehängte Saddam Hussein wird in seiner Heimatstadt im engsten Familienkreis beigesetzt. Währenddessen mehren sich die internationalen Stimmen, welche die Hinrichtung verurteilen, da sie Unrecht mit Unrecht vergelte und Saddam in der islamischen Welt nur zum Märtyrer verkläre. Hinweise auf einen unmittelbar bevorstehenden Aufstand der Sunniten bestätigten sich bis dato nicht.[76]

## Weblinks

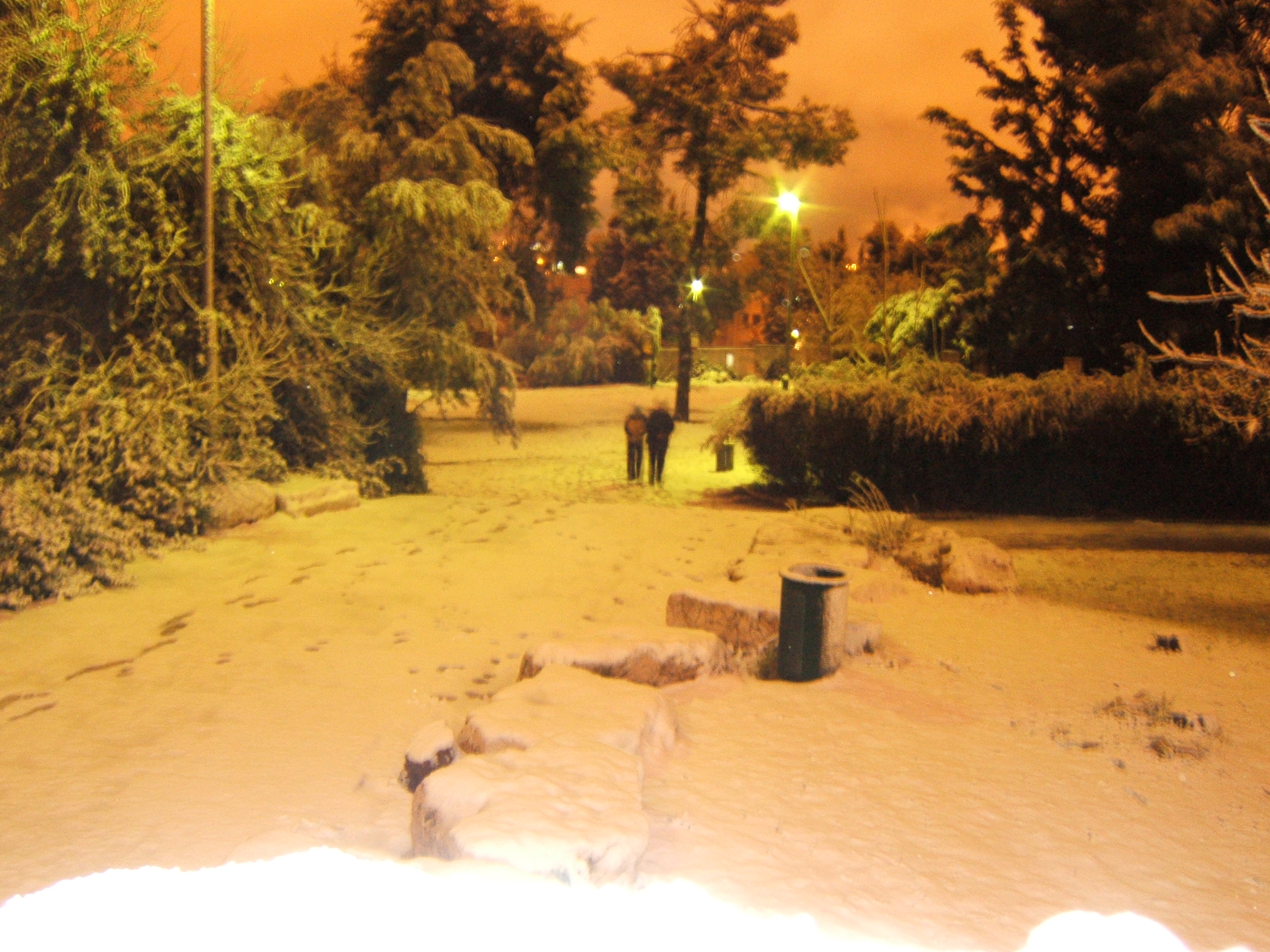
Jerusalem im Dezember 2006